# John Glover
John Soursby Glover Jr. (Kingston, 7 agosto 1944) è un attore statunitense.

## Biografia
Dopo aver conseguito una laurea presso il Towson State Teacher's College, nel 1973 ha iniziato l'attività di attore con una parte nel film La violenza è il mio forte! (Shamus), il cui protagonista era Burt Reynolds. Partecipa poi alla nota serie televisiva Kojak nel 1975. Negli anni successivi, dal 1977 al 1997, recita in diverse pellicole, tra le quali: Il segno degli Hannan di Jonathan Demme, Io e Annie di Woody Allen, Giulia di Fred Zinnemann, Somebody killed her husband, I giganti del West, A Little Sex, Professione giustiziere, A Flash of Green, White Nights, A Killing Affair, S.O.S. fantasmi accanto a Bill Murray, RoboCop 2, Il seme della follia di John Carpenter, Batman & Robin di Joel Schumacher, Payback - La rivincita di Porter.
Non mancano piccole partecipazioni in alcune serie per il piccolo schermo, quali: Miami Vice, Masquerade, La signora in giallo e L.A. Law - Avvocati a Los Angeles. Tra 1993 e il 2000, ottiene ruoli minori in commedie quali Ed and his dead mother e serie fra cui, Chicago Hope e Snoops. Nel 1993 prende parte al franchise di fantascienza Star Trek, interpretando, nell'episodio della seconda stagione della serie televisiva Star Trek: Deep Space Nine, Il simbionte (Invasive Procedures), il Trill Verad, "scartato" dal programma di assegnazione, che si impossessa del simbionte Trill Dax, facendolo asportare da Jadzia (terry Farrell), per impiantarlo su di sé.
Nel 2001 lavora con Antonio Banderas nel film The Body, ma soprattutto inizia a interpretare il villain Lionel Luthor, il padre del giovane Lex, nella serie Smallville, di cui prenderà parte a oltre 100 episodi per 7 stagioni. Meno significativa la sua partecipazione ad altre popolari serie come Numb3rs e Law & Order: Criminal Intent fra il 2005 ed il 2006. Ha recitato nella serie televisiva Heroes nel ruolo di Samson Gray, il padre biologico di Sylar.
Nel 2021 interpreta Theodore "Teddy" Maddox in Fear the Walking Dead, il principale antagonista della seconda parte della sesta stagione.
È inoltre considerato un grandissimo attore di teatro, frequenti le sue partecipazioni in opere di Broadway e nel 1995 si è aggiudicato il Tony Award, il massimo riconoscimento per un attore teatrale, e ha sfiorato il bis nel 2009 ottenendo una nomination.

## Vita privata
Dichiaratamente gay dal 1993, John Glover è sposato con lo scultore Adam Kurtzman dal 2016.

## Filmografia parziale

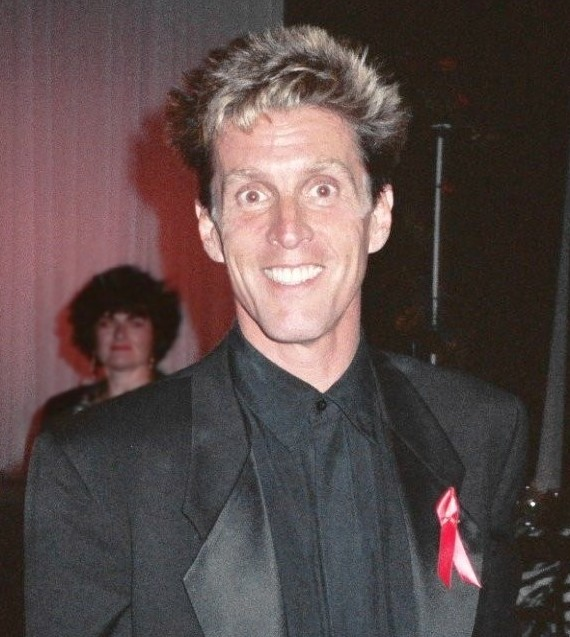
John Glover alla premiazione degli Premi Emmy 1991

### Cinema
- La violenza è il mio forte! (Shamus), regia di Buzz Kulik (1973)
- Io e Annie (Annie Hall), regia di Woody Allen (1977)
- Giulia (Julia), regia di Fred Zinnemann (1977)
- Il segno degli Hannan (Last Embrace), regia di Jonathan Demme (1979)
- I giganti del West (The Mountain Men), regia di Richard Lang (1980)
- Professione giustiziere (The Evil That Men Do), regia di J. Lee Thompson (1984)
- Il sole a mezzanotte (White Nights), regia di Taylor Hackford (1985)
- 52 - Gioca o muori (52 Pick-Up), regia di John Frankenheimer (1986)
- Masquerade, regia di Bob Swaim (1988)
- S.O.S. fantasmi (Scrooged), regia di Richard Donner (1988)
- Gremlins 2 - La nuova stirpe (Gremlins 2: The New Batch), regia di Joe Dante (1990)
- RoboCop 2, regia di Irvin Kershner (1990)
- La notte del fuggitivo (Night of the Running Man), regia di Mark L. Lester (1994)
- Il seme della follia (In the Mouth of Madness), regia di John Carpenter (1994)
- Le stagioni dell'amore (Love! Valour! Compassion!), regia di Joe Mantello (1997)
- Batman & Robin, regia di Joel Schumacher (1997)
- Dead Broke, regia di Edward Vilga (1998)
- Payback - La rivincita di Porter (Payback), regia di Brian Helgeland (1998)
- Réalité, regia di Quentin Dupieux (2014)
- Shazam!, regia di David F. Sandberg (2019)

### Televisione
- George Washington, regia di Buzz Kulik – miniserie TV (1984)
- Una gelata precoce (An Early Frost), regia di John Erman – film TV (1985)
- Ai confini della realtà (The Twilight Zone) – serie TV, episodio 1x37 (1986)
- La signora in giallo (Murder, She Wrote) – serie TV, episodi 3x04-4x02 (1986-1987)
- Miami Vice – serie TV, episodio 3x18 (1990)
- Che fine ha fatto Baby Jane? (What Ever Happened to Baby Jane?), regia di David Greene – film TV (1991)
- Star Trek: Deep Space Nine  – serie TV, episodio 2x04 (1993)
- Miami Beach (South Beach) – serie TV, 7 episodi (1993)
- Numb3rs – serie TV, episodi 2x17-5x13 (2006-2009)
- Heroes – serie TV, episodio 3x19 (2009)
- Medium – serie TV, episodio 7x11 (2011)
- Smallville – serie TV, 145 episodi (2001-2011)
- The Good Wife – serie TV, 4 episodi (2011-2015)
- The Blacklist – serie TV, episodio 1x21 (2014)
- Perception – serie TV, episodio 3x04 (2014)
- Evil – serie TV, episodio 1x03 (2019)
- Fear the Walking Dead – serie TV, 4 episodi (2021)
- Lucifer – serie TV, episodio 5x09 (2021)
- Fear the Walking Dead: Dead in the Water – serie web, episodio 1x06 (2022)
- And Just Like That... – serie TV, episodi 2x08-3x02-3x03 (2023-2025)

### Doppiatore
- Batman - serie animata, episodi 1x41, 1x45, 3x03 (1992-1994)
- Batman - Cavaliere della notte (The New Batman Adventures) - serie animata, episodi 2x09 (1998)
- Tron - La serie (Tron: Uprising) - serie animata, episodi 1x09-1x10-1x13 (2012)

## Discografia parziale
Audiolibri
- 1997 - 3001 (The Final Odyssey)

## Doppiatori italiani
Nelle versioni in italiano delle opere in cui ha recitato, John Glover è stato doppiato da:
- Enrico Di Troia in RoboCop 2, Smallville, Medium, Tales of the City, And Just Like That... (st. 2)
- Sergio Di Stefano ne Il sole a mezzanotte, 52 - gioca o muori, La notte del fuggiasco, Le stagioni dell'amore
- Sergio Di Giulio in Io e Annie, The Good Wife (ep. 6x17)
- Dario Penne ne La primavera di Michelangelo, The Blacklist
- Massimo Lodolo in George Washington, Batman & Robin
- Angelo Maggi in Payback - La rivincita di Porter, Perception
- Renato Cortesi in Gremlins 2: la nuova stirpe, The Good Wife (ep. 4x04, 4x20)
- Gianni Giuliano in Shazam!, Fear the Walking Dead
- Edoardo Nevola in Miami Vice
- Giorgio Locuratolo in Star Trek - Deep Space Nine
- Lucio Saccone in S.O.S. fantasmi
- Gino La Monica in Numb3rs
- Cesare Barbetti in Professione: giustiziere
- Massimo Giuliani in Una gelata precoce
- Fabrizio Pucci ne La signora in giallo
- Roberto Chevalier in Frasier
- Bruno Alessandro in Heroes
- Mario Brusa in Law & Order - Criminal Intent
- Gerolamo Alchieri in The Good Wife (ep. 2x21)
- Rodolfo Bianchi in Agent Carter
- Alberto Caneva in The Good Fight
- Antonio Palumbo in Lucifer
- Ambrogio Colombo in And Just Like That... (st. 3)

Da doppiatore è sostituito da:
- Gianfranco Gamba in  Batman (1ª voce)
- Daniele Demma in Batman (2ª voce)
- Guido Rutta in Batman - Cavaliere della notte
- Massimo Lodolo in Tron - La serie